# Louis de Courrèges d'Ustou
Pour les articles homonymes, voir Courrèges.
 (novembre 2022).
Motif : Toutes les sources (primaires) émanant du diocèse de Montauban se sont évaporées. Maintenance à venir (et ménage dans ce qui n'est pas/plus sourçable)
Louis de Courrèges d'Ustou, né le 25 mars 1894 à Toulouse dans la Haute-Garonne et mort 11 mai 1979 dans la même ville, est un évêque catholique français, évêque auxiliaire de Toulouse puis évêque de Montauban.

## Biographie
Louis Marie Joseph de Courrèges d'Ustou, né le 25 mars 1894 à Toulouse dans la Haute-Garonne[réf. nécessaire].

### Formation
Il entre au séminaire de l'Esquile en octobre 1906 où il ne reste que trois mois (séparation de l'Église et de l'État) puis poursuit ses études au Caousou. Il entreprend des études de théologie au séminaire Saint-Sulpice, près de Paris. Celles-ci sont interrompues par la Première Guerre mondiale.
En décembre 1914, il est appelé sous les ordres. Il est blessé au combat et reçoit la croix de guerre.
Il est ordonné prêtre en la cathédrale de Toulouse le 29 juin 1922.

### Principaux ministères
De 1924 à 1928, il est vicaire à Notre-Dame de la Daurade à Toulouse puis à la cathédrale Saint-Étienne.
En 1929, il devient secrétaire puis directeur des œuvres diocésaines.
Nommé évêque auxiliaire de Toulouse, au siège titulaire de Chrysopolis-en-Macédoine (de), le 15 novembre 1935, il est sacré le 19 décembre suivant en la cathédrale de Toulouse.
En remplacement de Saliège, infirme, il est convoqué le 22 août 1942 par le préfet, Léopold Chéneaux de Leyritz, qui l'informe de l'annulation de la diffusion de la lettre du cardinal, où il condamnait la déportation des Juifs. De Courrèges refuse et le lendemain, la lettre du cardinal est lue en chaire par la quasi-totalité des curés du diocèse[réf. nécessaire].
En relation avec Georges Garel et le Réseau Garel, il est l'un des moteurs de l'OSE dans la Haute-Garonne, permettant de sauver un grand nombre d'enfants juifs dans les centres de la colonie Sainte-Germaine, en particulier à Vendine, dans le Lauragais. Ce qui lui vaudra la reconnaissance de Juste parmi les nations.
De 1945 à 1947, il est recteur de Église Saint-Louis-des-Français de Rome.
Le 10 avril 1947, il est décoré de la légion d'honneur par Jacques Maritain, alors ambassadeur de France près le Vatican.
Durant toute la période du concile Vatican II, d'octobre 1962 à décembre 1965, Courrèges publie une quarantaine de lettres à ses diocésains dans les numéros du Bulletin catholique de Montauban.
En 1974, il est nommé évêque de Montauban, évêque émérite de Cuma, il y restera jusqu'en 1970 avant de revenir à Toulouse ou il exercera un ministère jusqu'à sa mort en 1979.
Il est mort le 11 mai 1979 à Toulouse dans la Haute-Garonne et est inhumé en la cathédrale de Montauban.

## Devise épiscopale
« In Christo Jesu ».

## Distinctions
- Reconnu Juste parmi les nations[3] par l'Institut Yad Vashem
- Son nom est inscrit sur le "Mur des Justes" dans l'allée des Justes, en bordure du Mémorial de la Shoah
- Son nom est gravé sur une stèle à l'entrée du Jardin des plantes de Toulouse
- Son nom est gravé sur une plaque dans le narthex de la Basilique Saint-Pierre de Rome
- Son nom est gravé sur une plaque au couvent Notre-Dame de Massip (Capdenac-Gare)

## Décorations
|  |  |  |
|  |  |  |

Intitulés
- Chevalier de la Légion d'honneur[5]
- Médaille militaire
- Croix de guerre 1914-1918
- Croix du combattant
- Médaille Interalliée de la Victoire
- Médaille Commémorative de la Grande Guerre